# Johannes der Armenier
Johann(es) der Armenier (altgriechisch Ἰωάννης ὁ Ἀρμένιος; † Dezember 533) war ein oströmischer Offizier und Adjutant des Generals Belisar während des Vandalenkriegs. Laut Prokopios von Caesarea war er verantwortlich für die Finanzen der römischen Expedition und tat sich besonders durch seine Tapferkeit hervor.
In der Schlacht bei Ad Decimum befehligte er die Vorhut der oströmischen Armee, welcher es gelang, Ammatas, den Bruder des Vandalenkönigs Gelimer zu töten, woraufhin dieser die Flucht ergriff. In der entscheidenden Schlacht bei Tricamarum trug Johannes das Bandon, das Hauptbanner, und kommandierte die Mitte der Armee. Nach dem Sieg gab ihm Belisar das Kommando über 200 Mann, um den fliehenden König Gelimer einzuholen und zu stellen. Kurz bevor sie Gelimer einholen konnten, wurde Johannes irrtümlich durch einen Pfeil von Uliaris, einem seiner Soldaten, getötet. Die Verfolgung Gelimers musste daraufhin eingestellt werden. Belisar soll seinen Tod sehr betrauert haben.